# Mamachos
Los mamachos son un aperitivo guatemalteco comúnmente en la región suroriente del país de Guatemala. Es mayormente reconocido en los departamentos de Jutiapa y Santa Rosa. Sus ingredientes principales son las tortillas de maíz y queso fresco de vaca.  Los mamachos tienen origen de la etnia xinca.

## Preparación
Los mamachos son una combinación de tortillas recién echadas del comal y queso fresco recién amasado con un poco de sal.  Al mezclar estas dos comidas se forma una masa y se hace una pelota de forma consistente. 

## Detalles
Los mamachos son considerados una pequeña tradición guatemalteca. Cuando las mujeres amasaban el queso y torteaban, era costumbre mezclar estas dos comidas y crear lo que es el mamacho. Algunas personas acostumbran comerlo como acompañante de ciertas comidas, por ejemplo, los frijoles. Otras personas prefieren comerlo solo para disfrutar más su sabor. Se recomienda hacer el mamacho con queso fresco del día, ya que su sabor es más notorio y con la tortilla recién echada le da un sabor más sobresaliente. 